# Boniowice
Boniowice (prononciation : [bɔɲɔˈvit͡sɛ]) est une localité polonaise de la gmina de Zbrosławice, située dans le powiat de Tarnowskie Góry en voïvodie de Silésie.